# Bel-Air (Métro Paris)

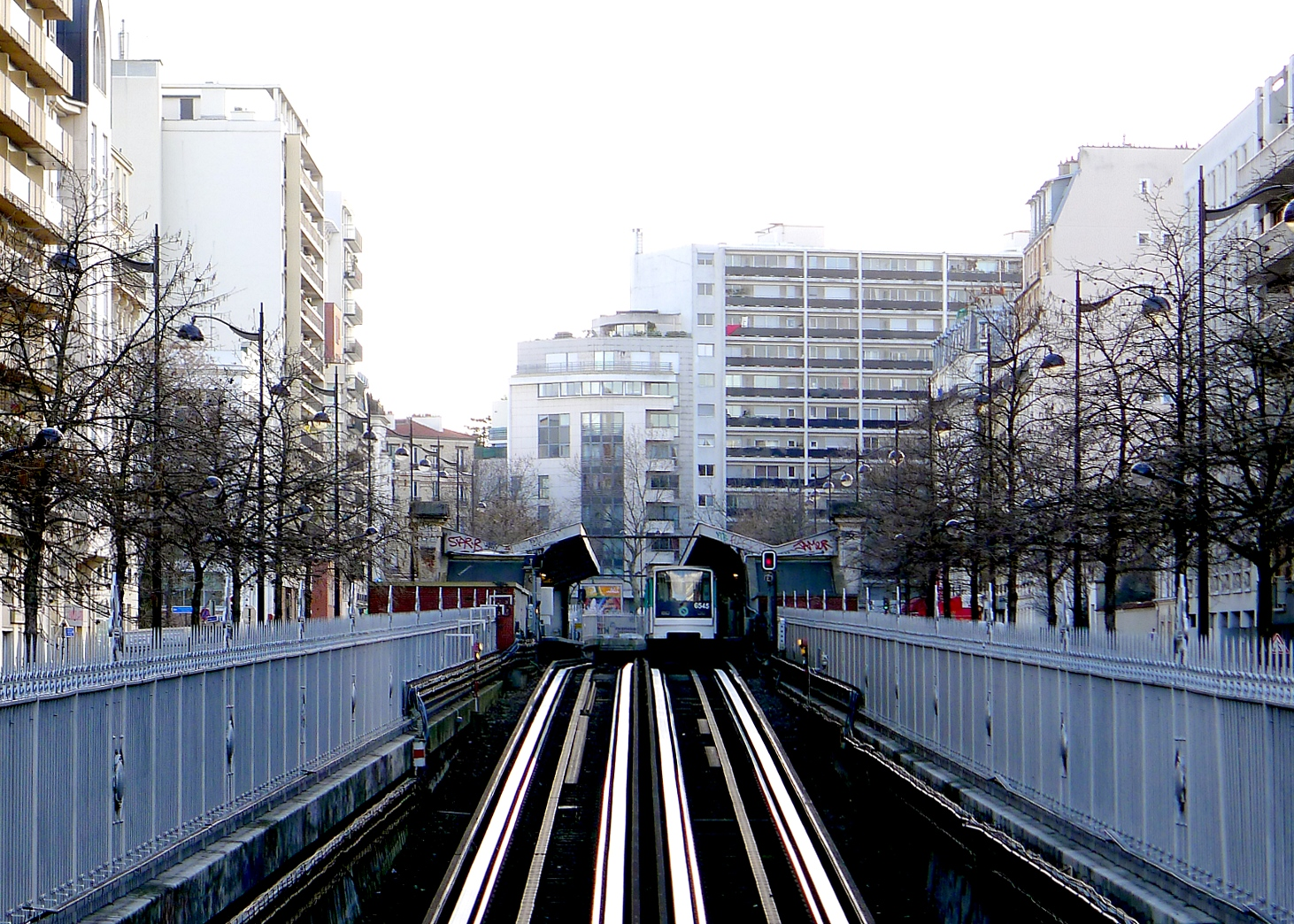
Blick von Norden auf die Station

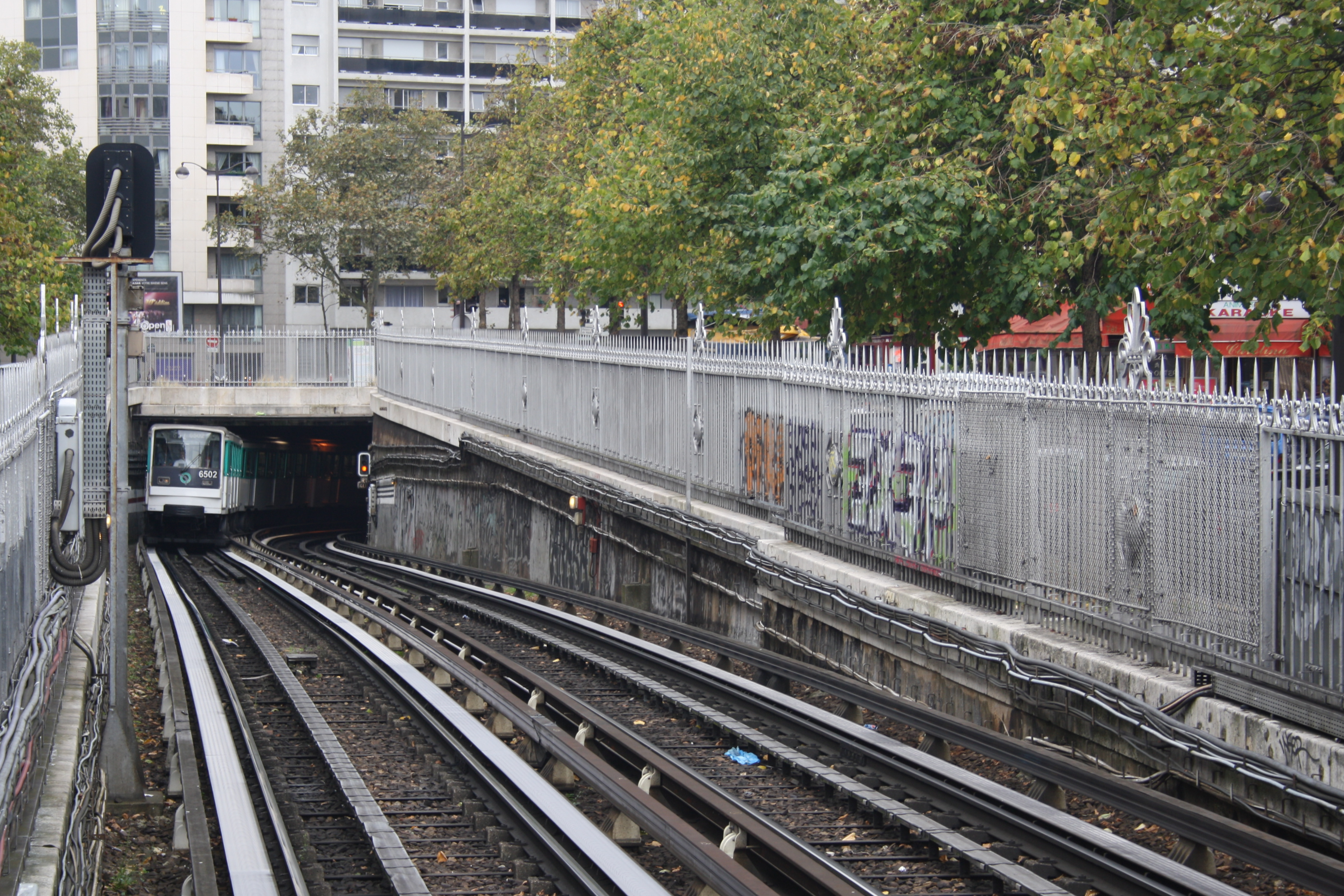
Südlicher Tunnelmund mit von der Station Daumesnil einfahrendem Zug

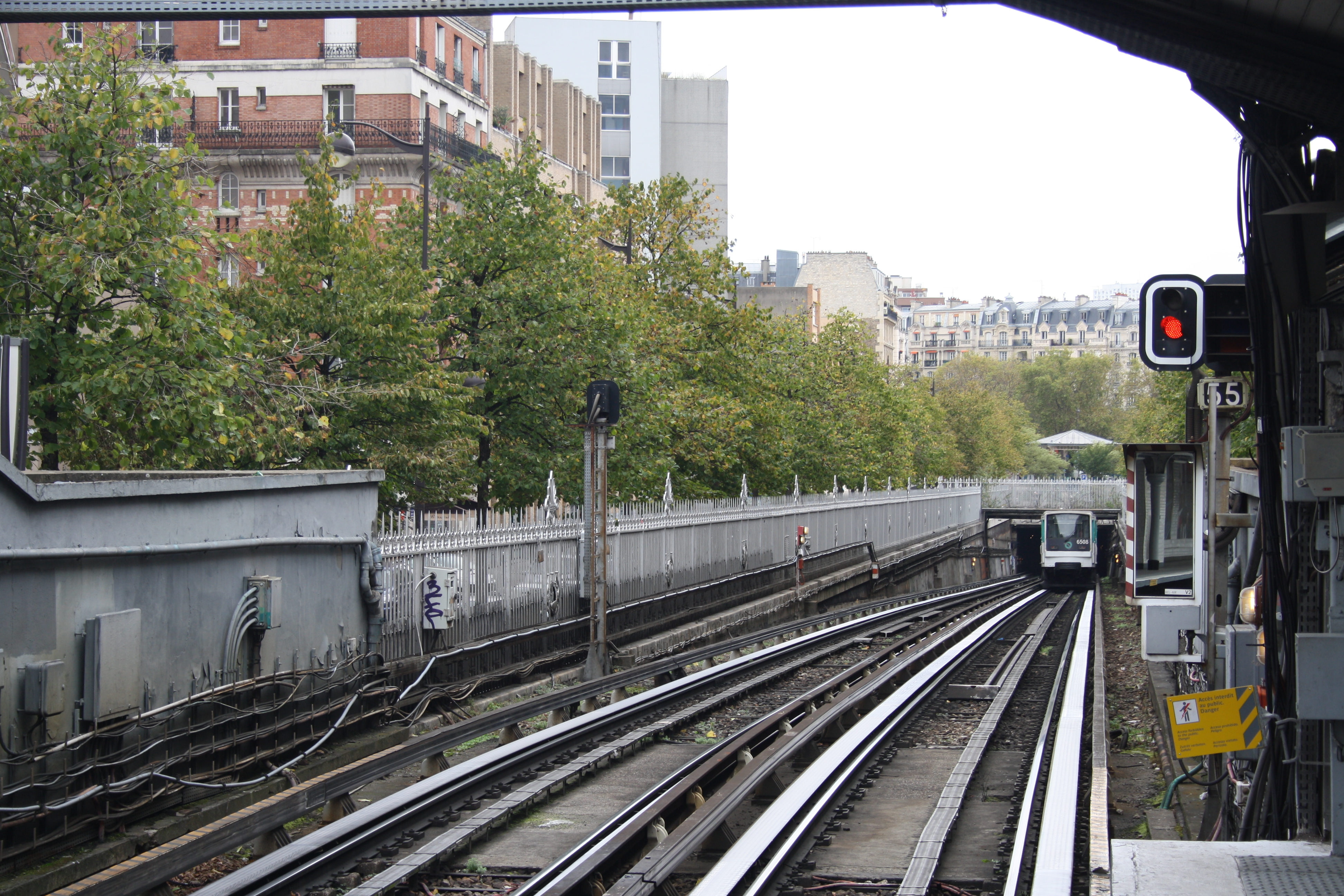
Nördlicher Tunnelmund mit Zug nach Nation

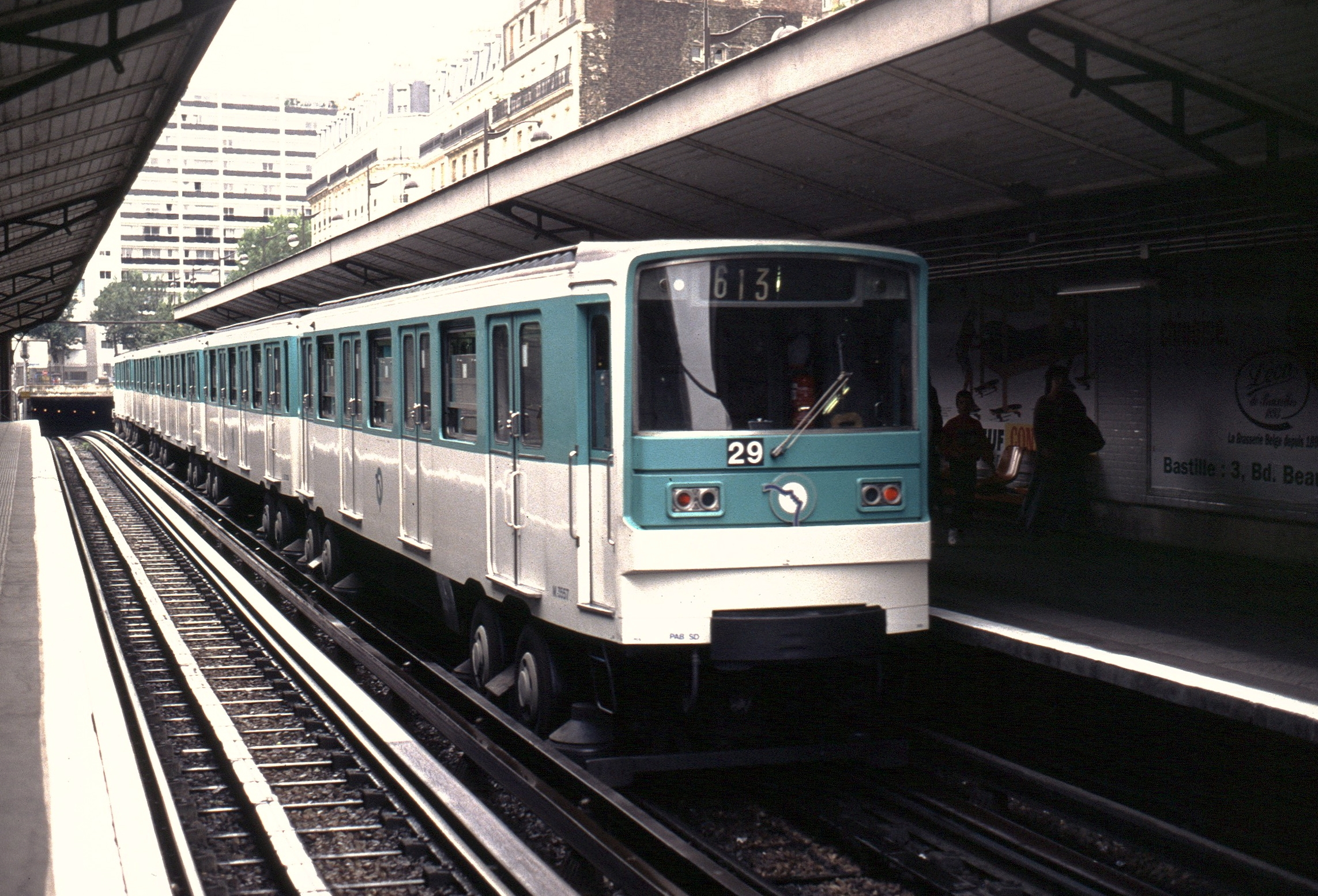
Zug der Baureihe MP 73 Richtung Charles de Gaulle – Étoile, 1994

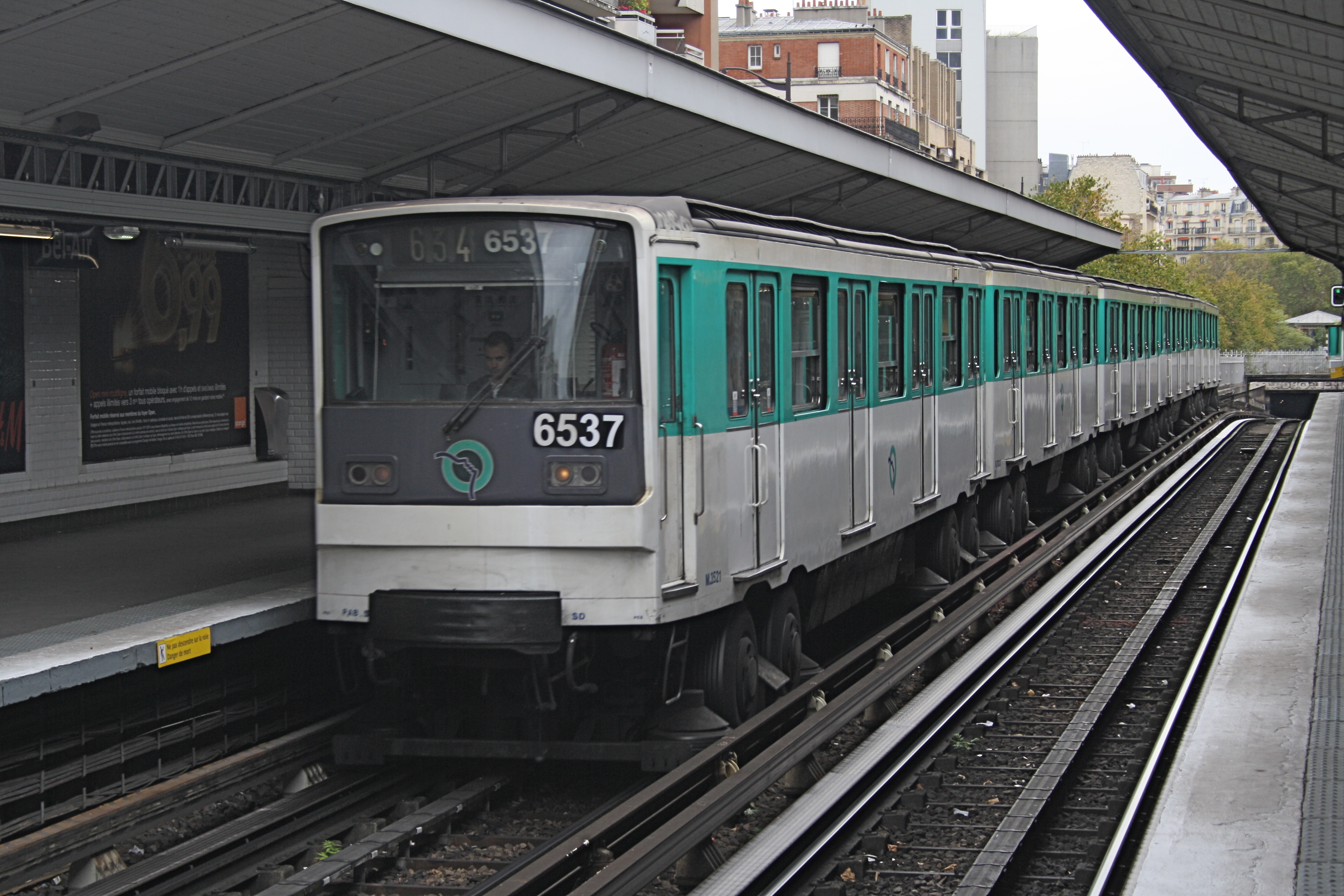
Modernisierter Zug der Baureihe MP 73 am Bahnsteig Richtung Charles de Gaulle – Étoile

Der U-Bahnhof Bel-Air [bɛl ɛʁ] ist eine oberirdische Station der Pariser Métro. Er wird von der Métrolinie 6 bedient und ist deren einzige oberirdische Station zwischen der Seinebrücke Viaduc de Bercy und der Endstation Nation.

## Lage
Die Station befindet sich am westlichen Rand des Quartier du Bel-Air an dessen Grenze zum Quartier de Picpus im 12. Arrondissement von Paris. Sie liegt ebenerdig im Mittelstreifen des Boulevard de Picpus, mit dem sie den Einschnitt der 1969 stillgelegten Eisenbahnstrecke Bastille – Marles-en-Brie (heute Coulée verte René-Dumont) überquert. Östlich der Métrostation lagen der gleichnamige Bahnhof dieser Eisenbahnstrecke und der Bahnhof Bel-Air-Ceinture der Ringbahn Ligne de la Petite Ceinture.

## Name
Namengebend ist das Stadtviertel Quartier du Bel-Air. Dessen Name ist vermutlich ein gleichnamiges Anwesen aus dem 17. Jahrhundert ebenda zurückzuführen. Orte dieses Namens (bel air bedeutet „gute Luft“) existieren mehrfach in der Region Paris, in der Schlacht von Bel-Air bei Le Mans standen sich im Deutsch-Französischen Krieg am 16. Dezember 1870 französische und preußische Truppen gegenüber.

## Geschichte
Die Station wurde am 1. März 1909 in Betrieb genommen, als die Strecke von Nation bis Place d’Italie eröffnet wurde. Diese war der erste und zugleich letzte neu eröffnete Abschnitt der Linie 6. Bei Beginn des Zweiten Weltkriegs wurde die Station 1939 geschlossen und erst am 7. Januar 1963 wieder geöffnet. Im Juli 1974 wurde die Linie 6 auf den Betrieb mit gummibereiften Zügen umgestellt.

## Beschreibung
Die Station ist 75 m lang. Sie liegt zwischen den Richtungsfahrbahnen des Boulevard de Picpus, an ihrem Südkopf auf dessen Niveau über der aufgelassenen Eisenbahnstrecke. Das nördliche Ende liegt etwas höher, da die Trasse im Stationsbereich nicht dem Gefälle der Straße folgt. Dort stehen beidseitig später hinzugefügte Eingangsbauwerke aus rotem Ziegelmauerwerk, die durch einen Durchgang für Fußgänger miteinander verbunden sind. Sie sind durch türkisfarbene Schilder markiert, die ein weißes „M“ in einem weißen Kreis zeigen.
An den vier Ecken der Station ragt je ein Pfeiler aus Gestaltungsgründen über das Dach hinaus. Beide Seitenbahnsteige sind in voller Länge überdacht, die dazwischenliegenden Gleise hingegen nicht. Wie bei den Bahnhöfen in Hochlage der Linie 6 sind die gemauerten Seitenwände nach außen hin mit geometrischen Ornamenten aus Ziegeln in zwei Farben aufgelockert. Beiderseits der Station führt die Strecke über Rampen in Tunnel.

## Fahrzeuge
Vor 1974 verkehrten auf der Strecke Züge der Bauart Sprague-Thomson. Seit der Umstellung der Linie 6 auf gummibereifte Fahrzeuge laufen dort aus drei Trieb- und zwei Beiwagen zusammengesetzte Züge der Baureihe MP 73. Seit Januar 2023 wird auch die Baureihe MP 89 CC auf der Linie 6 eingesetzt.

## Umgebung
- Coulée verte René-Dumont
- Krankenhaus Hôpital Rothschild
- Kinderkrankenhaus Hôpital Armand-Trousseau